# Big man (anthropologie)

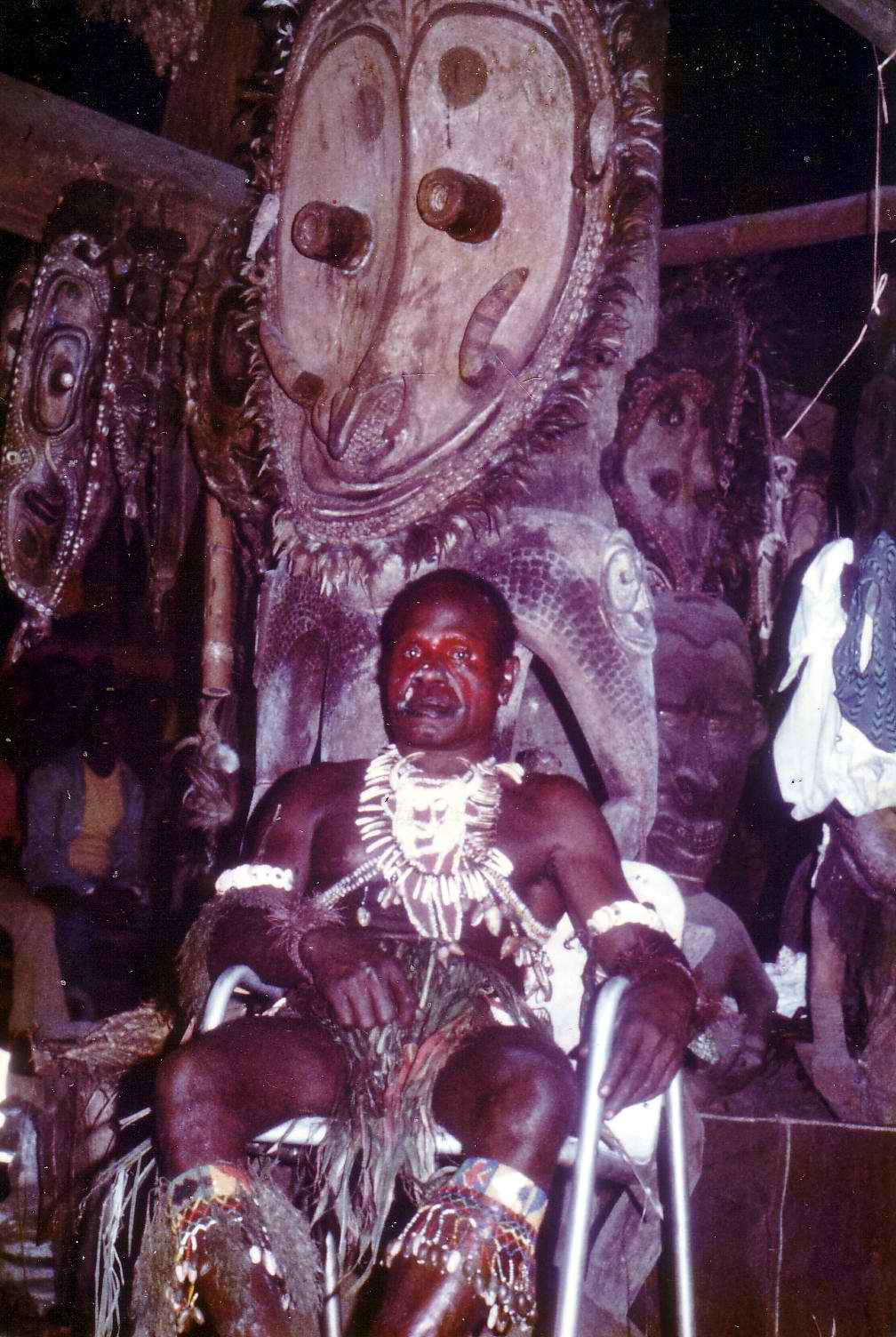
Chef de la région du Sepik, dans l'est de la Nouvelle-Guinée.

Un big man (litt. « grand homme ») est un individu très influent dans une tribu, notamment en Mélanésie et en Polynésie.
Il acquiert un statut et une influence au sein de sa communauté par sa richesse et sa capacité à mobiliser et entretenir un groupe de partisans, issus à la fois de son clan et d’autres clans. 
Il ne détient aucun statut hiérarchique officiel, mais il possède le pouvoir informel d'une personne importante, et prend part à des décisions importantes de sa communauté.

## Le «système» dubig man
Dans les archipels océaniens, l'absence d'organisations politiques centralisées et d'uniformité du système favorise les entités de petite taille structurées par des systèmes de chefferie très divers. Ainsi, « le rôle des big men, leaders dont l'autorité repose sur l'aptitude à la négociation, voire à la guerre et à la magie, l'accumulation des biens matériels et leur redistribution dans un réseau d'obligés, est fondamental ».
Le « système » du big man a été étudié pour la première fois par l'anthropologue américain Douglas Oliver, qui a publié son travail sur le terrain dans la région autonome de Bougainville en 1955 sous le titre A Solomon Island Society: Kinship and Leadership Among the Sivai of Bougainville,. Selon lui, les big men sont constamment en compétition pour maintenir leur position, ce qui ne signifie pas nécessairement un niveau de vie plus élevé ou une capacité de coercition. Pourtant, il aurait été un temps où les big men obtenaient aussi qu'une partie de la communauté se batte pour eux dans des guerres locales qui leur fournissaient du butin et des esclaves.
L'anthropologue américain Marshall Sahlins a lui aussi étudié le phénomène du big man. Dans son article très cité et qui fait autorité, de 1963 « Poor Man, Rich Man, Big Man, Chief : Political Types in Melanesia and Polynesia », Sahlins utilise des idéaux-types de hiérarchie et d'égalité construits de manière analytique pour comparer une société hiérarchique de type polynésien à grande échelle, appelé système aristocratique, composée de chefs et de sous-chefs, avec un système de big man de type mélanésien. Tandis que le système de chefferie polynésienne détermine l'autorité en avance en se basant sur le système héréditaire et sur l'ensemble du système social, le statut de big man mélanésien s'acquiert grosso modo par ses propres moyens et ses propres actions. Il n'use pas ou peu de coercition, mais doit ses conquêtes à ses talents de persuasion.,.
La renommée acquise par le big man lui octroie un poids dans les décisions collectives. Catalyseur des activités du groupe qu'il représente, ses prérogatives, quoiqu'informelles, sont très variées et suivies : dans sa communauté, « il préside au défrichement de nouveaux terrains horticoles, aux constructions et surtout aux festivités marquantes de la vie cérémonielle » ; il est aussi la figure qui va s'opposer aux big men d'autres tribus et sera responsable des transactions effectuées.
De 1966 à 1969, Maurice Godelier a mené sa première grande étude anthropologique de terrain sur les Baruyas en Papouasie-Nouvelle-Guinée. Ses recherches ont contribué de manière significative à la compréhension limitée des cultures de Nouvelle-Guinée. En 1982, il s'est servi de ses recherches pour écrire un ouvrage d'ethnographie sur ce peuple, intitulé La production des grands hommes : pouvoir et domination masculine chez les Baruya de Nouvelle-Guinée. Il y traite de l'inégalité fondée sur le sexe et le genre et donne un aperçu des systèmes de pouvoir en Mélanésie. Son analyse des systèmes de pouvoir a été développée dans Big Men, Great Men : Personifications of Power in Melanesia, publié en 1991, qu'il a codirigé avec Marilyn Strathern.

## Statut
Pour obtenir le statut de big man, un homme doit développer et alimenter une faction de partisans. Celle-ci est d'abord constitué de son noyau familial, auxquels s'ajoutent rapidement d'autres membres de sa famille et des « isolés sociaux (veuves et orphelins) ». Selon Godelier, le « Grand Homme » peut acquérir et renforcer son statut au moyen de mariages multiples. Il convainc ses suiveurs par ses actions, sa générosité, la façon dont il s'occupe de ses partisans, ainsi que — chez les Baegu de Malaita dans les Îles Salomon — dans sa capacité à posséder du mamanaa (son talent oratoire, ses connaissances des traditions locales, son efficacité et sa chance dans les domaines agricoles et militaires, etc.).
Ses partisans coopèrent avec lui et deviennent sa force de travail afin qu'il accumule des richesses et qu'elles circulent bien — notamment dans les cycles d'échange à l'occasion des festivités sociales —, ce qui augmente son prestige et permet son ascension sociale.
L'échange de cadeaux a été étudié par Bronisław Malinowski dans son ouvrage Les Argonautes du Pacifique occidental, paru en 1922. Il y évoque le système d'échange existant entre certaines îles de la mer des Salomon, qui était de nature réciproque et renforçait les relations des individus entre eux par le biais de cadeaux (colliers en échange de bracelets de coquillages). Le concept anthropologique d'échange réciproque d'objets de valeur a été intégré par les archéologues dans l'étude des réseaux commerciaux de la préhistoire avec des résultats satisfaisants.
Le statut d'un big man n'est pas assuré par une position héritée au sommet d'une hiérarchie, bien qu'un héritier de propriétaire foncier aura davantage de chances de devenir à son tour big man que quelqu'un qui commence de rien. Le statut est néanmoins toujours contesté par les différents big men qui se font concurrence dans un processus continu de réciprocité (en) et de redistribution des ressources matérielles et politiques. Plusieurs types formels de pratiques de réciprocité existent selon les rapports sociaux et les différences de valeurs morales entre les parties, les affaires pouvant être traitées différemment avec d'autres tribus, usant de force, de ruse ou de « commerce silencieux »,.
En tant que tel, le big man est soumis à un ordre transactionnel basé sur sa capacité à équilibrer les efforts simultanément opposés consistant à assurer sa propre renommée en distribuant des ressources à d'autres groupes de big men (et faisant ainsi connaître son pouvoir et ses capacités) et en redistribuant les ressources à ses partisans (les gardant ainsi satisfaits de ses dirigeants compétents).
Le concept de big man est relativement fluide et l’autorité formelle de ces personnalités est très faible, voire inexistante. Les chefs de village n'ont pas la capacité de s'imposer par la force et, pour éviter la désobéissance, ils ne donnent pas d'ordres directs. Ils utilisent la persuasion pour amener leurs partisans à intensifier la production et à redistribuer le surplus qui en résulte.

## Système aux Îles Salomon
Dans l'île de Malaita, dans les Îles Salomon, le système de big man est en train de disparaître à mesure que l'occidentalisation influence la population mais il peut être constaté au niveau politique. Tous les quatre ans, lors des élections nationales aux Îles Salomon, le système est clairement visible parmi la population, en particulier dans les îles Mélanésiennes.[réf. nécessaire]
Selon Henri Lavondès, tandis que le système de chefferie polynésien « n'a pas survécu au choc colonial, le système du big man a souvent permis en Mélanésie l'émergence d'entrepreneurs actifs dont le rôle politique est important ».

## Système en Papouasie-Nouvelle-Guinée
La première utilisation du terme se trouve dans la traduction anglaise de Dreißig Jahre in der Südsee (1907) de Richard Parkinson (en). Le terme se retrouve souvent dans de nombreux ouvrages historiques traitant de la Papouasie-Nouvelle-Guinée. Andrew Strathern (en) applique le concept de big man à une communauté de Mount Hagen, en Papouasie-Nouvelle-Guinée.
Traditionnellement, parmi les peuples des communautés de langue non austronésienne, l'autorité était obtenue par un homme (le soi-disant « grand homme ») reconnu comme « s'acquittant le plus efficacement des activités sociales, politiques, économiques et cérémonielles ». Sa fonction n'était pas de commander, mais d'influencer sa société par son exemple. Il était censé agir comme négociateur avec les groupes voisins et redistribuer périodiquement de la nourriture (généralement produite par ses épouses). En ce sens, il était perçu comme garant du bien-être de sa communauté. Son statut était soutenu par le don de cadeaux (souvent des porcs) qui laissaient les bénéficiaires redevables et lui conféraient un grand prestige au sein de la communauté. Un tel système existe encore dans de nombreuses régions de Papouasie-Nouvelle-Guinée et dans d’autres régions de Mélanésie,.

## Systèmes similaires ailleurs dans le monde
En Afrique, et au Cameroun en particulier, un système similaire a été relevé par Yves Fauré et Jean-François Médard en 1995 et Jean-Pascal Daloz (dont Médard est le directeur de thèse) en 1999, qui développe le concept de « quête bigmaniaque », définie comme un « processus perpétuel de quête de visibilité et de légitimité en politique qui amène les grands hommes en général, et les big men en particulier, à chercher à s'ériger et à demeurer des figures dominantes et indiscutées écrasant tout challenger en vertu des capacités supérieures de redistribution ».